# Полёты Ил-76 в Антарктиду
С 1986 года тяжёлые транспортные самолёты Ил-76ТД совершают рейсы в Антарктиду.

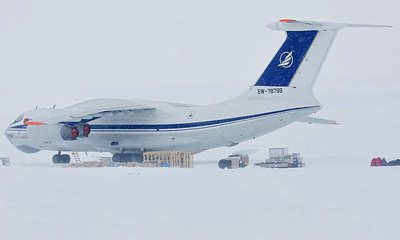
Ил-76 на Земле Королевы Мод, 2012 год

## История

### Восточный маршрут
Для этого перелёта был подготовлен модифицированный тяжёлый транспортный самолёт Ил-76ТД. Первый полёт совершен 17 ноября 1985 года. На серийную машину установили дополнительное навигационное оборудование и раскрасили для полётов в Арктике и Антарктике.
Этот самолёт получил имя «Антарктида». Бортовой номер: СССР-76479.
18 февраля 1986 года Ил-76ТД «Антарктида» отправился в свой первый полёт к «седьмому континенту» по маршруту Москва — Ленинград — Ларнака — Джибути — Мапуту — станция «Молодежная» — станция «Новолазаревская».
Ровно через неделю, 25 февраля 1986 года, транспортный самолёт впервые приземлился на снежно-ледовом аэродроме в Антарктиде. Это была первая в мире посадка на лед тяжёлого транспортного турбореактивного самолёта.
Самолёт доставил в Антарктиду 58 участников 31-й Советской Антарктической Экспедиции (САЭ) и вывез 59 участников 30-й САЭ.
Командиры экипажей — лётчики Центрального управления международных воздушных сообщений (ЦУМВС) Г. Александров, Ю. Головченко и Ю. Яковлев. Руководил перелётом главный штурман Министерства гражданской авиации В. Киселев.
4 марта Ил-76ТД «Антарктида» вернулся в Москву.

### Западный маршрут

Заслуженный лётчик-испытатель СССР, Герой Советского Союза Станислав Близнюк

Артур Чилингаров, один из руководителей «западного» перелёта в Антарктиду (фото сделано в августе 2009 года)

В 1989 году самолёт Ил-76МД (бортовой номер СССР-76822) открыл новый, западный маршрут в Антарктиду.
Экипаж заслуженного лётчика-испытателя СССР Станислава Близнюка впервые выполнил перелёт на ледовый континент по маршруту Москва — Гандер (о. Ньюфаундленд) — Монреаль — Миннеаполис — Майами — Гавана — Лима — Буэнос-Айрес — Пунта-Аренас — авиабаза ВВС Чили «Родольфо Марч Мартин» на антарктическом острове Кинг-Джордж вблизи советской антарктической станции «Беллинсгаузен». Посадку провели 17 июля 1989 года.
Обратный маршрут: Пунта-Аренас — Буэнос-Айрес — Салвадор — остров Сал — Париж — Прага — Москва.
Наиболее сложным в этом перелёте стала посадка на грунтовую, галечную, заснеженную взлётно-посадочную полосу на острове Кинг-Джордж длиной всего 1265 метров, в то время, когда для тяжёлого Ил-76МД в подобных условиях требовалась полоса длиной, как минимум, 1500 метров.
Чтобы сократить пробег при посадке, экипаж включил реверс двух внутренних двигателей в момент касания полосы, двух внешних — сразу после касания на пробеге. Также была использована вся механизация крыла, открыты боковые двери (в качестве тормозных щитков), понижено давление всех колес шасси.
«Западным» перелётом руководили известный полярник, ученый-океанолог, Герой Советского Союза Артур Чилингаров и заместитель Главного конструктора ОАО «Ил» Н. Таликов.

### Значение
Данные полёты получили высокую оценку специалистов и позволили значительно сократить время доставки советских экспедиций на антарктические станции, а также увеличить продолжительность и эффективность работ по изучению далекого ледового материка. Плановые полёты самолётов Ил-76ТД и Ил-76МД в Антарктиду продолжались до 1991 года.
С 2001 года возобновились полёты российских самолётов Ил-76ТД в Антарктиду в рамках международного проекта DROMLAN. С 2005 года начались полёты с доставкой грузов парашютным способом.